# Hot Topic
Hot Topic (NASDAQ: HOTT) –  amerykańska sieć sklepów. Posiada ponad 690 filii w USA i Portoryko, większość z nich zlokalizowana jest w centrach handlowych. Pierwszy Hot Topic został otworzony w 1988 roku przez Orva Maddena. Sieć ta specjalizuje się w sprzedaży albumów muzycznych i towarów związanych z modą popkultury, takich jak: odzież, książki, komiksy, biżuteria, płyty CD, plakaty i inne. Wspiera również ważniejsze festiwale muzyczne, jak Ozzfest, ostatnio także Sounds Of The Underground i Taste of Chaos oraz rozprowadza produkty innych firm, jak Tripp NYC, Lip Service, Heartcore Clothing, Morbid Threads, Disney, Sanrio, Social Collision i Iron Fist.
Hot Topic jest również znany ze sprzedaży szerokiej gamy produktów filmowych Tima Burtona, jak Miasteczko Halloween, Edward Nożycoręki, Gnijąca panna młoda Tima Burtona i Sweeney Todd. Jest promotorem Jhonena Vasqueza i jego wielu projektów, między innymi Invader Zim, Johnny the Homicidal Maniac i Squee.